# Farouk Shousha
Farouk Shousha (en árabe: فاروق شوشة‎) (Damieta, 9 de enero de 1936 – 14 de octubre de 2016) fue un poeta egipcio. Shousha fue el presentador del popular programa de televisión Umsiya Thaqafiya ("Anochecer Cultural") desde 1977 hasta 2006.
Shousha nació en Damietta, donde asistió a un kuttab. Él agradece al kuttab por haberle enseñado "unas sólidas bases en lengua". Cuando se presentó una epidemia de cólera y tuvieron que confinarse en casa,  Shousha para pasar el tiempo, leía poesía. Más tarde,  su interés por la literatura lo llevaría a visitar con frecuencia la biblioteca local, donde leía poesía árabe, pasando desde el periodo preislámico hasta los poetas contemporáneos. Referente a la biblioteca de Damietta, Shousha llegó a decir que fue ahí donde nacieron sus primeros poemas.
Shousha entró en la institución educativa Dar al-Ulum, donde era conocido como El Poeta de los Estudiantes. Después de graduarse, empezó a trabajar como presentador en la radio. Con el tiempo llegó a ser Director de Radio Egipcia. Más tarde, Shousha entró en el campo televisivo. Durante toda su carrera en los medios, Sousha siempre estuvo asociado con programas de literatura y cultura.
En 2005, Shousha fue nombrado Secretario General de la Academia de la Lengua Árabe, una organización descrita por el periódico Al-Ahram Weekly como "la protectora de la lengua". En su función de Secretario General, Shousha criticó fuertemente la degeneración de la lengua árabe en Egipto, problema que él atribuyó a los comerciales de radio y televisión, bajos estándares de educación y la falta de bibliotecas en las instituciones educativas. Shousha describió el problema como "un asunto de seguridad nacional".
El primer volumen de "Poemas Recolectados de Shousha" fue publicado en 1985, y el segundo volumen en 2007. Respecto a la publicación de los volúmenes, Shousha remarcó, " Estoy feliz de ser honrado durante mi vida, no como es el caso de muchos intelectuales."
En 2018, en su honor, Google cambió su logotipo a un doodle de él en nueve países de Medio Oriente en lo que sería su cumpleaños número 82.

## Premios
- Premio Estatal de Fomento de la Poesía (1986)
- Premio Internacional Kfafis de Poesía (1994)
- Premio Saudí Yemeni de Poesía (1994)
- Premio de Reconocimiento Estatal de Literatura(1997)